# Villa Alemana
Villa Alemana er en by i den centrale del af Chile, i Valparaíso-regionen. Ved den seneste folketælling i 2002 blev der registreret 95.623 indbyggere.